# Piotr Bajor (duchowny)
Piotr Józef Bajor (ur. 26 września 1972 w Mielcu) – polski duchowny katolicki, doktor teologii dogmatycznej, prałat, pracownik Kongregacji Edukacji Katolickiej w Watykanie.

## Życiorys
Piotr Józef Bajor jest synem Józefa i Michaliny z domu Wrzesień, jako najmłodszy z rodzeństwa (Krzysztofa i Małgorzaty). Pochodzi z parafii Bożej Opatrzności w Woli Mieleckiej. W latach 1979–1987 uczęszczał do szkoły podstawowej w Woli Mieleckiej. Następnie rozpoczął naukę w Technikum Mechanicznym w Mielcu. W 1992 roku wstąpił do Wyższego Seminarium Duchownego w Tarnowie, rozpoczynając zarazem studia na Instytucie Teologicznym w Tarnowie Papieskiej Akademii Teologicznej w Krakowie. Święcenia diakonatu otrzymał 3 maja 1997 roku dzięki posłudze ówczesnego biskupa tarnowskiego Józefa Życińskiego. W maju 1998 roku jako uwieńczenie studiów filozoficzno-teologicznych, przedstawił pracę magisterską pt. Powojenne dzieje parafii pw. św. Mateusza Apostoła i Ewangelisty w Mielcu, zyskując tytuł magistra teologii. 30 maja 1998 roku w katedrze w Tarnowie, przyjął święcenia kapłańskie z rąk biskupa Wiktora Skworca.
1 lipca 1998 roku rozpoczął posługę wikariusza w parafii św. Pawła Apostoła w Bochni i katechety w Szkole Podstawowej nr 5 w Bochni. Od 1 września 2001 r. był wikariuszem w parafii pw. św. Kazimierza w Nowym Sączu i katechetą w II Liceum Ogólnokształcącym w Nowym Sączu. W październiku 2002 r. rozpoczął studia z teologii dogmatycznej na Papieskim Uniwersytecie Świętego Krzyża w Rzymie, gdzie  24 stycznia 2007 roku uzyskał doktorat na podstawie dysertacji pt. La processione dello Spirito Santo. La dottrina di Gregorio Palamas in relazione a quella di Agostino e Tommaso d'Aquino" (Pochodzenie Ducha Świętego. Nauka Grzegorza Palamasa w porównaniu z doktryną Augustyna i Tomasza z Akwinu).
18 czerwca 2007 r. został mianowany pracownikiem Kongregacji Edukacji Katolickiej w Watykanie. Zajmuje się sprawami dotyczącymi uniwersytetów i wydziałów teologicznych w krajach Europy środkowo-wschodniej. W 2023 został referentem watykańskiej Dykasterii ds. Kultury i Edukacji w sprawach duszpasterstwa akademickiego.
30 kwietnia 2014 r. uhonorowany przez papieża Franciszka godnością kapelana Jego Świątobliwości.
9 listopada 2015 r. w Rzymie przez prezydenta Andrzeja Dudę został odznaczony Krzyżem Kawalerskim Orderu Odrodzenia Polski. 
Od 2018 r. piastuje funkcję Kanonika Gremialnego i Archidiakona Kapituły Kolegiackiej pw. św. Mateusza Apostoła i Ewangelisty w Mielcu.
W 2023 otrzymał Złoty Medal „Zasłużony dla Nauki Polskiej Sapientia et Veritas”.

## Publikacje
- La processione dello Spirito Santo. La dottrina di Gregorio Palamas in relazione a quella di Agostino e Tommaso d'Aquino, Rzym-Tarnów 2007
- Krzyż codziennego życia, Wrocław: TUM 2017, ISBN 978-83-7454-417-7